# 鈴木敦秋
鈴木敦秋（すずき のぶあき、1963年- ）は、日本のジャーナリスト、読売新聞記者。

## 人物・来歴
東京都生まれ。1987年明治大学文学部卒業。商社勤務を経て、1990年読売新聞社に入社。1994年から社会部。医療取材に長く関わり、2007年『明香ちゃんの心臓〈検証〉東京女子医大病院事件』で第29回講談社ノンフィクション賞を受賞。  

## 著書
- 『大学病院に、メス! 密着1000日医療事故報道の現場から』講談社, 2003.7
- 『小児救急 「悲しみの家族たち」の物語』講談社, 2005.4　のち文庫
- 『明香ちゃんの心臓 〈検証〉東京女子医大病院事件』講談社, 2007.4 のち文庫